# Arthur Ernest Guedel

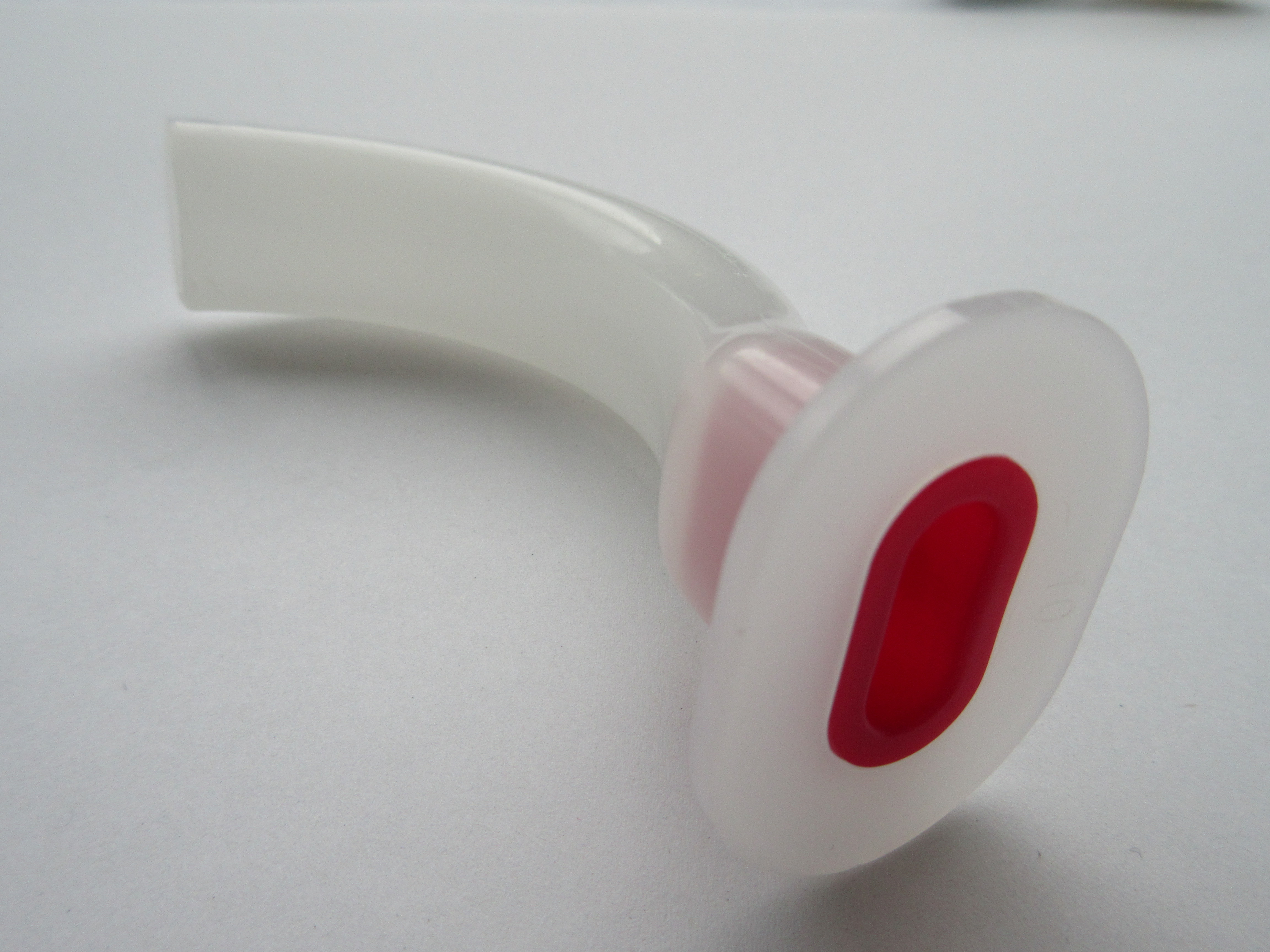
Guedel-Tubus

Arthur Ernest Guedel (* 13. Juni 1883 in Cambridge City, Indiana; † 1956 in Los Angeles) war ein US-amerikanischer Anästhesist. Sein Name wurde bekannt durch die nach ihm benannten Narkosestadien. Er betrieb ausgedehnte Studien zur Aufnahme und Verteilung volatiler Narkotika sowie zur Abgrenzung der verschiedenen Stadien einer Narkose. Außerdem entwickelte er einen Oropharyngealtubus, den Guedel-Tubus.

## Narkosestadien nach Guedel

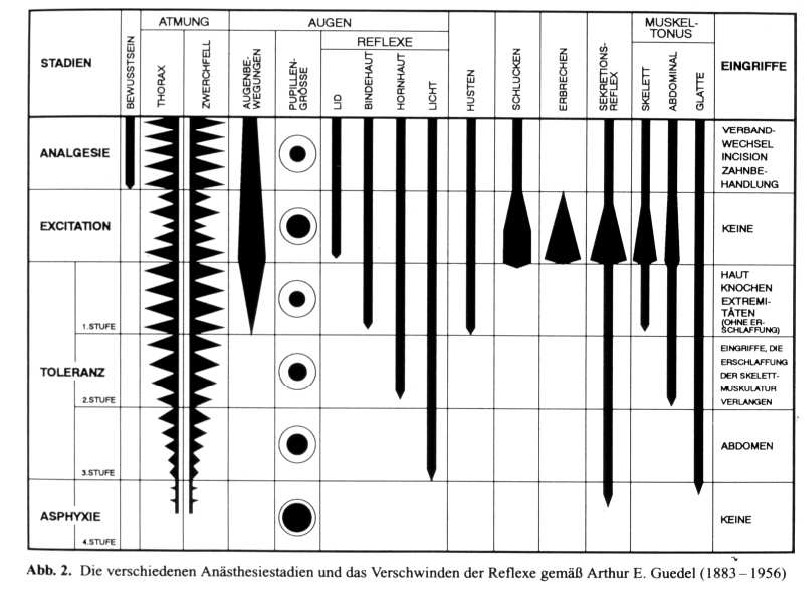

Bereits Marie-Jean-Pierre Flourens und John Snow hatten 1847 einen stadienmäßigen Gesamtablauf der Inhalationsnarkose beobachtet.
Arthur Guedel beschrieb 1920 in einem Artikel (und 1937 in einem Buch) vier Stadien der Narkosetiefe bei Äthernarkosen mit alleiniger Zufuhr von Diethylether. Er unterschied anhand von Veränderungen der Reflexe, der Bewegungen (des Muskeltonus), der Pupillenweite und der Atmung des Patienten vier Stadien der Äthernarkose: Einschlafstadium, Exzitationsstadium, Toleranzstadium (mit vier Unterstadien) und Asphyktisches Stadium. Dieses Schema verlor in der zweiten Hälfte des 20. Jahrhunderts mit der Entwicklung der modernen Narkoseführung an Bedeutung. Beim heutigen Einsatz von Medikamentenkombinationen (balancierte Anästhesie) erfolgt unter anderem die Verabreichung von Opioiden, die die Beurteilung der Pupillenveränderung unmöglich machen sowie von Muskelrelaxantien, die Abwehrbewegungen des Patienten unterdrücken. Bei der Narkoseeinleitung mittels inhalierter Anästhetika, die auch heute noch bei Kindern praktiziert wird, tritt jedoch ein Exzitationsstadium auf.
Anders als Guedel unterschied der deutsche Anästhesiepionier Johann Ferdinand Heyfelder (Erlangen) im Jahr 1847 vier „Zustände“ während einer Äthernarkose anhand der Parameter Bewusstsein und Empfindungsvermögen.